# Celebrity (film)
(Nicole Oliver / Melanie Griffith)
Celebrity è un film del 1998 scritto e diretto da Woody Allen.

## Trama
Un giornalista alle prese con una crisi di mezza età, divorzia dalla moglie, si fidanza con una nuova compagna e non riesce a trattenersi dall'inseguire modelle sfolgoranti e cameriere intriganti. Vorrebbe ricominciare a scrivere un romanzo che troppo spesso ha dovuto abbandonare e tenta di sfondare a Hollywood come sceneggiatore. Finisce nella stanza di un divo hollywoodiano che gli propone un incontro ravvicinato con alcune disinibite starlette. Mentre si interroga sul suo scopo nella vita, rovina numerose opportunità a causa della sua ricerca di fama, delle sue insicurezze e delle sue nevrosi. L'ex moglie invece incontra un produttore televisivo e otterrà fama e felicità.

## Produzione
Il film è stato girato a New York nella primavera del 1997.
Charlize Theron ha sostituito all'ultimo momento l'attrice Saffron Burrows che doveva interpretare appunto il ruolo della top model.
La pellicola segna la fine della lunga collaborazione di Allen con la montatrice Susan E. Morse, che aveva montato i precedenti venti film di Allen a partire da Manhattan.